# 드로키아구
드로키아구(루마니아어: Drochia)는 몰도바 북부에 위치한 구로 행정 중심지는 드로키아이며 면적은 1,000km2, 인구는 90,100명(2011년 기준)이다. 북쪽으로는 돈두셰니 구, 동쪽으로는 플로레슈티 구와 소로카 구, 남쪽으로는 슨제레이 구, 남서쪽으로는 르슈카니 구와 접하고 있다.